# خورشیدگرفتگی ۲۱ اوت ۱۹۳۳
خورشیدگرفتگی ۲۱ اوت ۱۹۳۳ (به انگلیسی: Solar eclipse of August 21, 1933) یک خورشیدگرفتگی از نوع خورشیدگرفتگی حلقه‌ای است. این خورشیدگرفتگی در تاریخ ۲۱ اوت ۱۹۳۳ میلادی (‎۳۰ مرداد ۱۳۱۲ خورشیدی) روی داد که زمان اوج آن، ساعت ۵:۴۹:۱۱ به‌وقت ساعت هماهنگ جهانی بوده‌است. مدت زمان و طول این خورشیدگرفتگی ۲ دقیقه و ۴ ثانیه بود. این خورشیدگرفتگی آخرین خورشیدگرفتگی حلقوی قابل رؤیت در ایران بود. خورشیدگرفتگی حلقوی بعدی قابل رؤیت در ایران در سال ۲۰۹۳ میلادی خواهد بود.